# Frosolone
Frosolone es una localidad y comune italiana de la provincia de Isernia, región de Molise, con 3.273 habitantes.

## Evolución demográfica
| Gráfica de evolución demográfica de Frosolone entre 1861 y 2001 |
|                                                                 |
| Fuente ISTAT - elaboración gráfica de Wikipedia                 |